# Somerville, Massachusetts

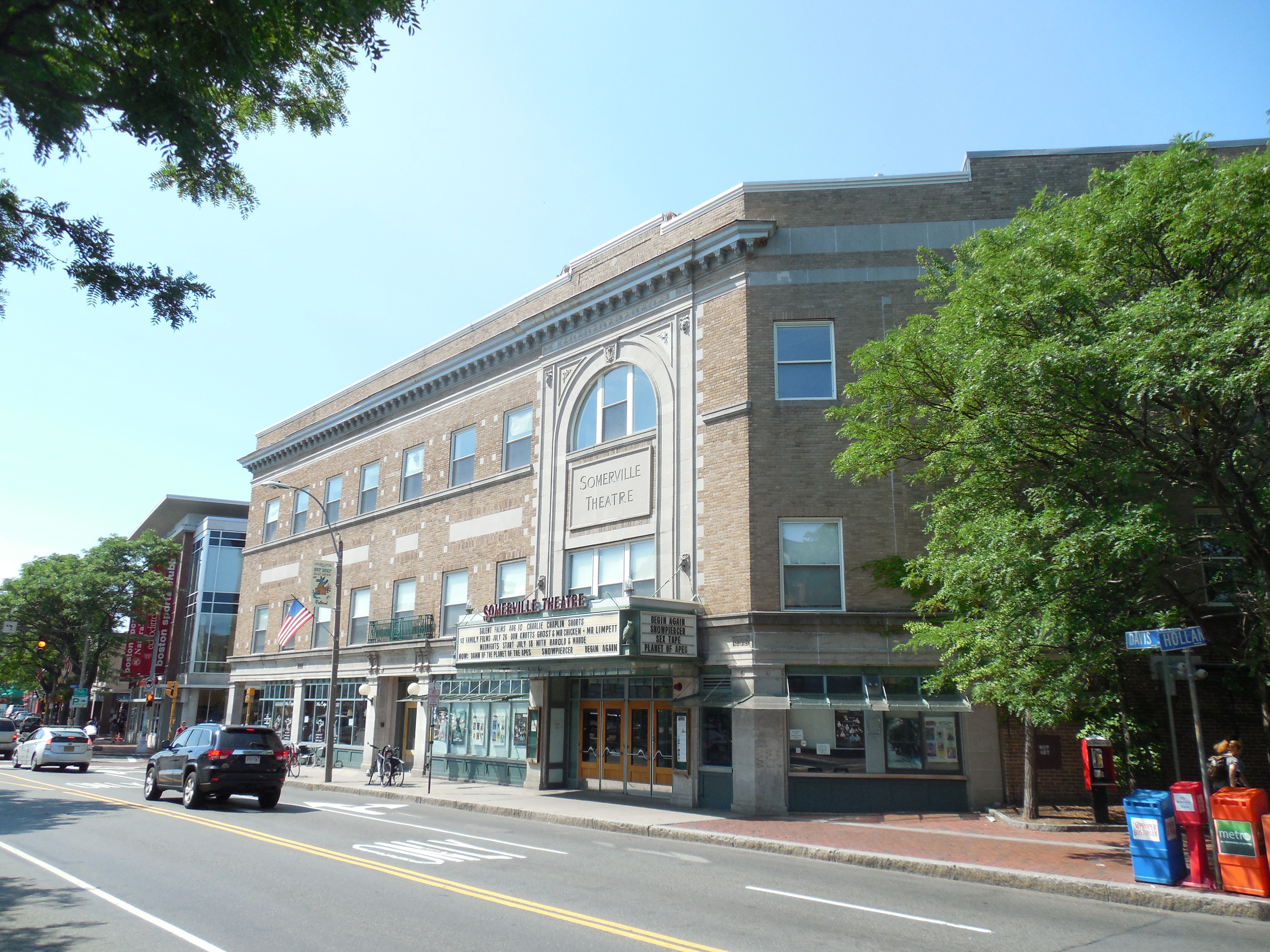

Somerville, Massachusetts là một thành phố thuộc quận Middlesex trong tiểu bang thịnh vượng chung Massachusetts, Hoa Kỳ, thành phố nằm ở phía bắc Boston. Thành phố có tổng diện tích km², trong đó diện tích đất là km². Theo điều tra dân số Hoa Kỳ năm 2010, thành phố có dân số 75.754 người và dân cư tập trung hầu hết các thành phố ở New England. Nó cũng là dân cư đông đúc nhất nơi kết hợp lần thứ 17 trong cả nước. Nó được thành lập như là một thị trấn trong năm 1842, khi nó được tách ra từ Charlestown đô thị hóa. 